# Aspilota astoriensis
Aspilota astoriensis är en stekelart som beskrevs av Fischer 1969. Aspilota astoriensis ingår i släktet Aspilota och familjen bracksteklar. Inga underarter finns listade.